# EEL ULF-2
EEL ULF-2 ist ein als einsitziges, ultraleichtes Selbstbauflugzeug konzipierter Motorsegler.

## Geschichte
Dieter Reich, Horst Fischer und Anton Quanz treten seit 1976 mit der Entwicklung und Erprobung von Leichtflugzeugen (EEL) gemeinsam auf, und entwickelten 1977 das Vorgängermodell ULF-1 und später die ULF-2. Das Flugzeug ist in Deutschland seit dem 20. Februar 1995 durch den Deutschen Aero Club (DAeC) musterzugelassen. Mehr als 100 Plansätze der Bauunterlagen wurden verkauft und etwa 40 ULF-2 vom Luftsportgerätebüro des DAeC zum Verkehr zugelassen (Stand 2021).

## Konstruktion
Das ULF-2 ist ein Spornrad-Tiefdecker in Holzbauweise. Als Antrieb wird der 2-Zylinder-Boxermotor des Citroën Visa, ergänzt durch ein Riemengetriebe und einen Dreiblatt-Propeller mit 24 kW / 652 cm³ verwendet. Die Konstruktion ist für gute Flugeigenschaften und geringen Kraftstoffverbrauch optimiert.

## Technische Daten
| Kenngröße                                   | Daten                                 |
| ------------------------------------------- | ------------------------------------- |
| Besatzung                                   | 1                                     |
| Länge                                       | 6,25 m                                |
| Spannweite                                  | 11 m                                  |
| Höhe                                        | 1,6 m                                 |
| Flügelfläche                                | 13,90 m²                              |
| Flächenbelastung                            | 23,2 kg/m²                            |
| Flügelstreckung                             | 8,7                                   |
| Gleitzahl                                   | 14                                    |
| Geringstes Sinken                           | 1,1 m/s                               |
| max. Steiggeschwindigkeit                   | 3,0 m/s                               |
| Leermasse                                   | 210 kg                                |
| max. Startmasse                             | 322,5 kg (mit Rettungsgerät)          |
| Reisegeschwindigkeit bei max. Dauerleistung | 120 km/h                              |
| Höchstgeschwindigkeit                       | 140 km/h                              |
| Mindestgeschwindigkeit                      | 50 km/h                               |
| ökonomische Reisegeschwindigkeit            | 120 km/h                              |
| Reichweite                                  | 500 km                                |
| Treibstoff                                  | Normalbenzin unverbleit, ROZ min. 91  |
| Tankinhalt                                  | 33 l                                  |
| Verbrauch bei 100 km/h                      | 6 l/h                                 |
| Triebwerk                                   | ein Citroën Visa V06/665 oder V06/644 |
| Startrollstrecke                            | 80 m                                  |